# رينولد فون روزين
رينولد فون روزين (بالفرنسية: Reinhold de Rosen)‏ هو عسكري وضابط فرنسي، ولد في 1605، وتوفي في 8 ديسمبر 1667 في ديتويلير في فرنسا.